# Sistem zecimal
Sistemul zecimal este un sistem de numerație pozițional, având baza 10. Este cel mai utilizat sistem de numerație, motivul presupus fiind că oamenii au zece degete la cele două mâini. Termenul „zecimal” provine din latină decimal (după zece). 
O cifră zecimală conține o cantitate de informație de {\displaystyle \log _{2}10\approx 3,322} bit.

## Istoric
Sistemul de numerație zecimal a fost folosit elaborat în India și este descris în edictele din Ashoka (mileniul I î.Hr.). Aici se foloseau cifrele fără zero. Încă din vechime unele elemente au fost preluate în China. Arabii l-au adoptat de la indieni în secolul al VIII-lea, iar contribuția lor majoră la sistem a fost introducerea cifrei zero, a cărei primă apariție este în lucrările lui al-Khwarizmi. În Europa el a fost introdus în 1202 de către Leonardo Fibonacci care l-a tradus din arabă în cartea sa, Liber Abaci.

## Notația zecimală
Notația zecimală este scrierea  numerelor în sistemul de numerație baza 10. Pentru reprezentarea oricăror numere, indiferent cât de mari, se folosesc exact 10  cifre, având 10 valori diferite: 0, 1, 2, 3, 4, 5, 6, 7, 8 și 9. Simbolurile acestor cifre, folosite actual în întreaga lume, sunt denumite de  europeni cifre arabe, iar de arabi cifre indiene, după culturile de la care fiecare le-au preluat. Grafia acestor simboluri însă diferă de la cultură la cultură.
| Notația               | Semnificația                             |
| --------------------- | ---------------------------------------- |
| {\displaystyle 2\,}   | {\displaystyle 2\,}                      |
| {\displaystyle 23\,}  | {\displaystyle 2\times 10+3}             |
| {\displaystyle 234\,} | {\displaystyle 2\times 100+3\times 10+4} |

Sistemul zecimal este un sistem de numerație pozițional, în care poziția fiecărei cifre indică înmulțirea valorii cifrei respective cu o putere a lui 10. Fiecare poziție indică o valoare de 10 ori mai mare decât poziția din dreapta sa. Dacă există  parte fracționară, ea urmează după număr, după un separator zecimal, care în România este  virgula. Semnul numărului este plasat înaintea lui și este unul dintre simbolurile + (pentru numere pozitive) sau − (pentru numere negative)

## Numerale

### Denumiri ale numerelor
În limba română denumirile numerelor zecimale (numeralele cardinale) sunt:
| Valoare | Numeral |
| ------- | ------- |
| 0       | zero    |
| 1       | unu     |
| 2       | doi     |
| 3       | trei    |
| 4       | patru   |
| 5       | cinci   |
| 6       | șase    |
| 7       | șapte   |
| 8       | opt     |
| 9       | nouă    |

| Valoare | Numeral       | Colocvial                 |
| ------- | ------------- | ------------------------- |
| 11      | unsprezece    | unșpe                     |
| 12      | doisprezece   | doișpe                    |
| 13      | treisprezece  | treișpe                   |
| 14      | paisprezece   | paișpe                    |
| 15      | cincisprezece | cinșpe, cinsprezece       |
| 16      | șaisprezece   | șaișpe                    |
| 17      | șaptesprezece | șapteșpe                  |
| 18      | optsprezece   | op(tî)șpe, op(tî)sprezece |
| 19      | nouăsprezece  | nouășpe                   |

| Valoare | Numeral   | Colocvial |
| ------- | --------- | --------- |
| 10      | zece      |           |
| 20      | douăzeci  |           |
| 30      | treizeci  |           |
| 40      | patruzeci |           |
| 50      | cincizeci | cinzeci   |
| 60      | șaizeci   |           |
| 70      | șaptezeci |           |
| 80      | optzeci   | obzeci    |
| 90      | nouăzeci  |           |

Numerele mari sunt împărțite în grupe de câte trei cifre, în interiorul cărora cele trei ordine de mărime sunt considerate:
| Valoare | Denumire |
| ------- | -------- |
| 100     | unități  |
| 101     | zeci     |
| 102     | sute     |

Denumirile grupurilor de trei cifre pot urma diferite reguli:
- Scara scurtă, folosită în SUA și actual în Regatul Unit
- Scara lungă, folosită în Europa și până în 1974 în Regatul Unit.

În România se folosește o combinație, ambiguă și controversată, preferabil de evitat peste 109.
| Valoare | Scara scurtă | Scara lungă | Uzul în România           |
| ------- | ------------ | ----------- | ------------------------- |
| 103     | mie          | mie         | mie                       |
| 106     | milion       | milion      | milion                    |
| 109     | bilion       | miliard     | miliard, bilion           |
| 1012    | trilion      | bilion      | bilion, o mie de miliarde |
| 1015    | cvadrilion   | biliard     |                           |
| 1018    | cvintilion   | trilion     | trilion                   |
| 1021    | sextilion    | triliard    |                           |
| 1024    | septilion    | cvadrilion  | catralion                 |
| 1027    | octilion     | cvadriliard |                           |

Scara lungă este specifică sistemului european de numerotare, iar scara scurtă sistemului britanic și american.
Sistemul românesc este original, în sensul că preia de la sistemul european miliardul, dar menține sistemul anglo-saxon pentru numere mai mari de bilion (10^12).

### Numere compuse
În majoritatea cazurilor denumirea se formează prin citire directă, adică pe principul:
234 = două-sute-trei-zeci-și-patru
care, prin contopire și separare prin spațiu devine:
234 = două sute treizeci și patru
însă există o serie de abateri, cum sunt cele de la numerele 11 — 19 și 60, menționate mai sus.
La numerele mai mari de 1000, după fiecare grup de trei cifre se spune numele grupului și în pronunțare se face o mică pauză:
98 765 432 = nouăzeci și opt de milioane, șapte sute șaizeci și cinci de mii, patru sute treizeci și doi.